# Карбування

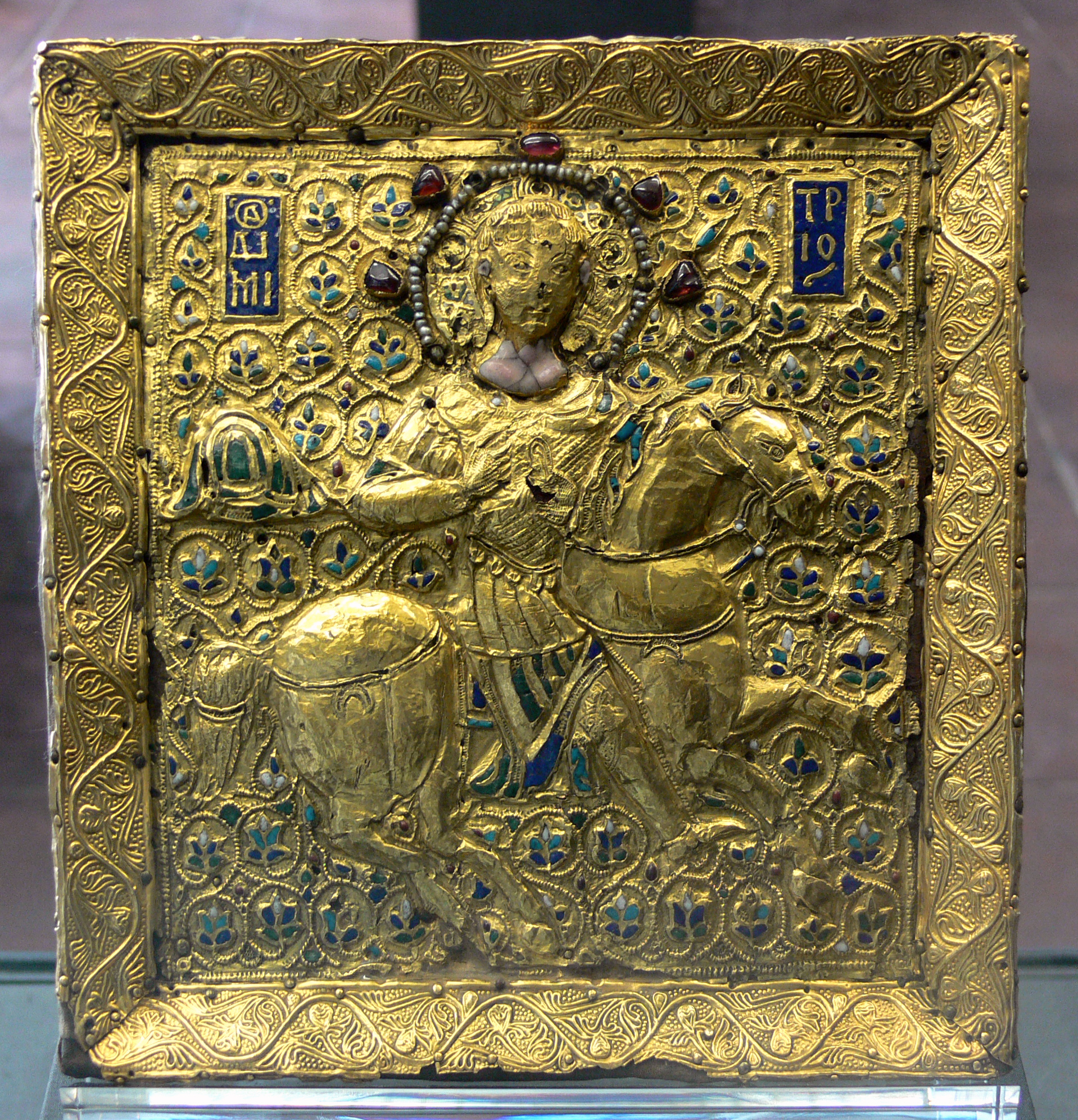
Ікона «Святий Дмитрій», золото, напівкоштовні камені, емаль, 12 ст. Берлін

Карбування — технологічний процес оброблення металів тиском, що полягає у виготовленні малюнка, напису або зображення шляхом вибивання на пластині необхідного рельєфу.
Карбування поділяють на площинне, об'ємне і по литву.
Рельєф на листовому металі створюють за допомогою спеціальних інструментів — чеканів (карбівок) і молотків, які виготовляють як з металу так і з деревини. Для карбувальних робіт застосовують метали і сплави яким властива висока пластичність срібло, золото, мідь, латунь, алюміній і сталь завтовшки від 0,2 до 1 мм.
Рельєф або малюнок карбують, поклавши лист металу на торець березового або липового пенька, на повсть, товсту гуму, брезентовий чи шкіряний мішок з дрібним піском, Для отримання вищого та більш деталізованого рельєфу лист бляхи закріплюють на смоляній суміші, шарі свинцю чи пластиліні. Техніка карбування застосовується при виготовленні декоративних плакеток, панно, посуду, різноманітних ювелірних прикрас тощо.
Внаслідок появи дешевих і ковких сплавів в 20 ст. з'явилася можливість створювати карбовані панно великих розмірів — монументальних декоративних композицій, що прикрасили фасади будівель, зали метрополітенів, інтер'єри суспільно важливих споруд і океанських лайнерів.

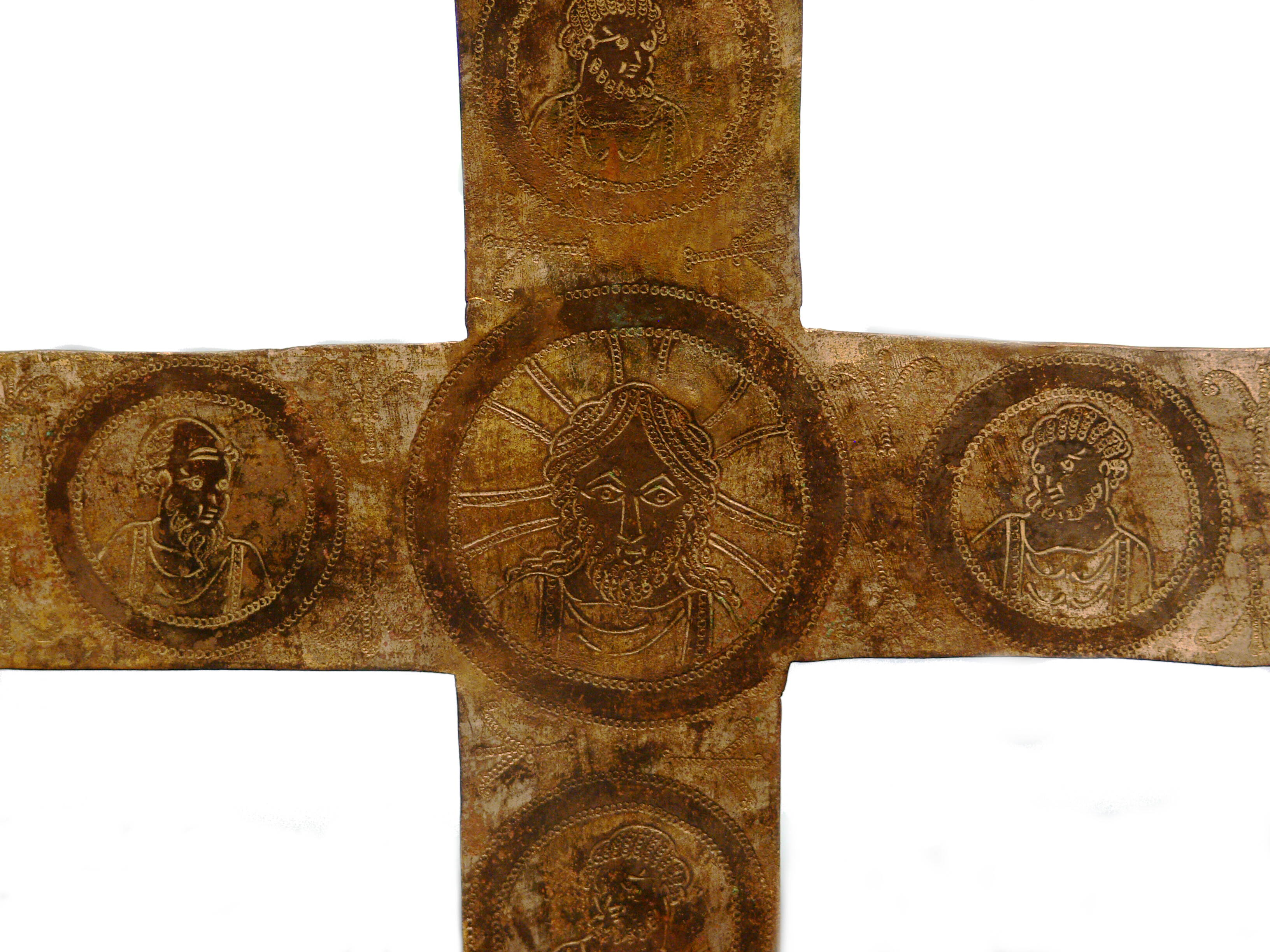
Хрест для релігійної ходи, Антіохія, 6 ст., фрагмент, Мюнхен, приватна збірка
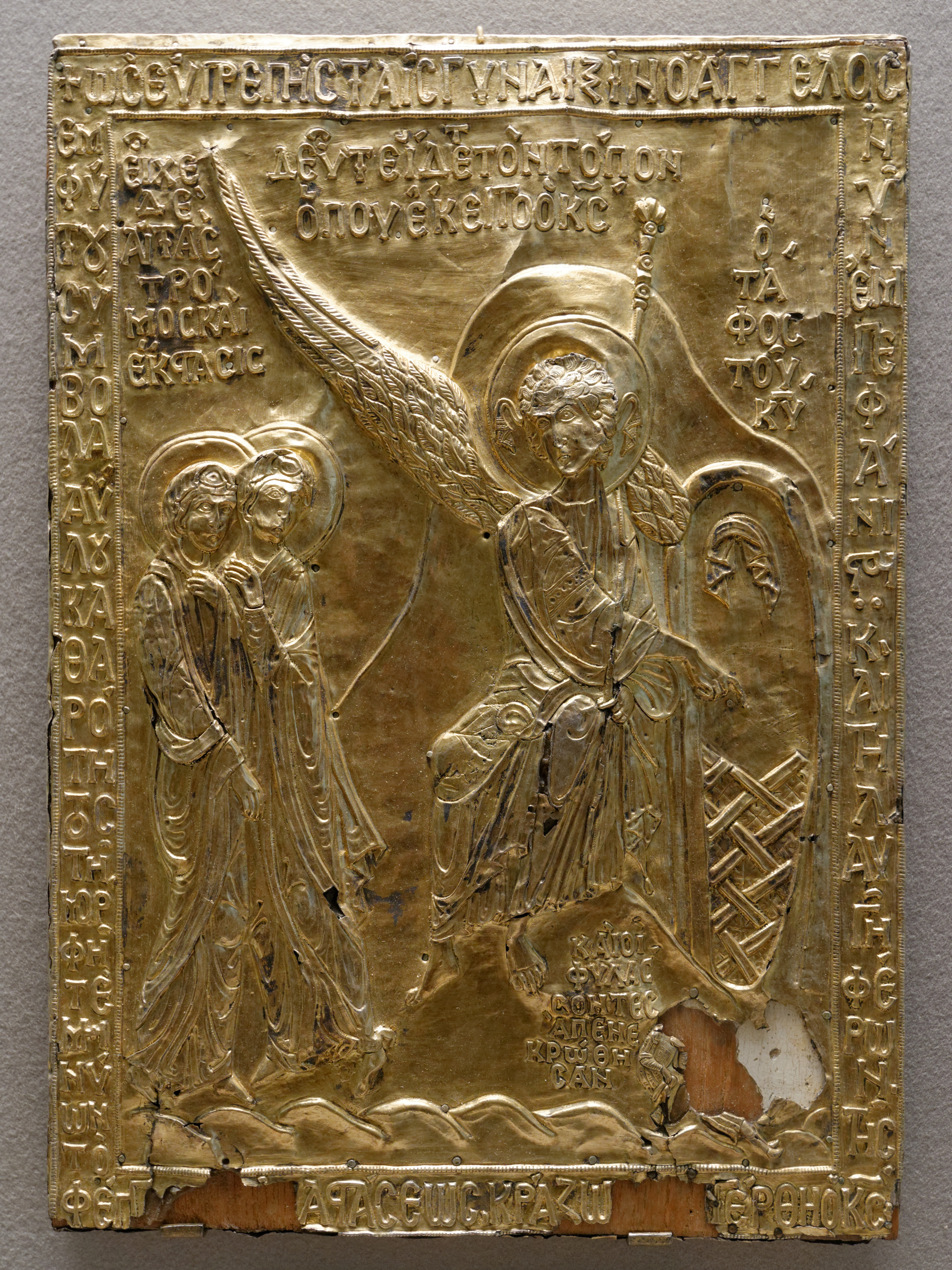
Св. жони біля Гробу Господнього, 12 ст., Візантія (Лувр )
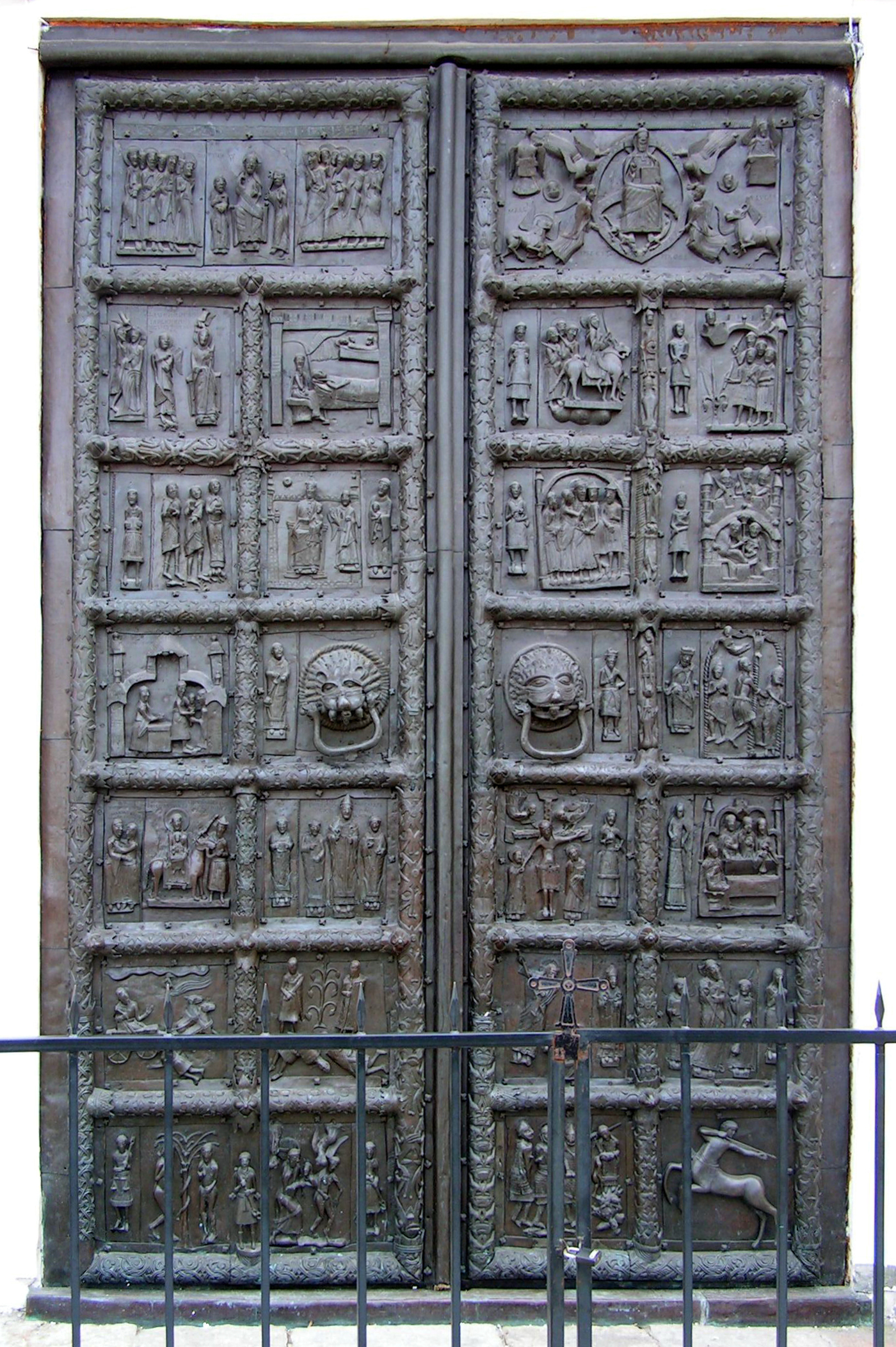
Магдебурзькі ворота (Сігтунські), храм Софії, Великий Новгород, 12 ст.
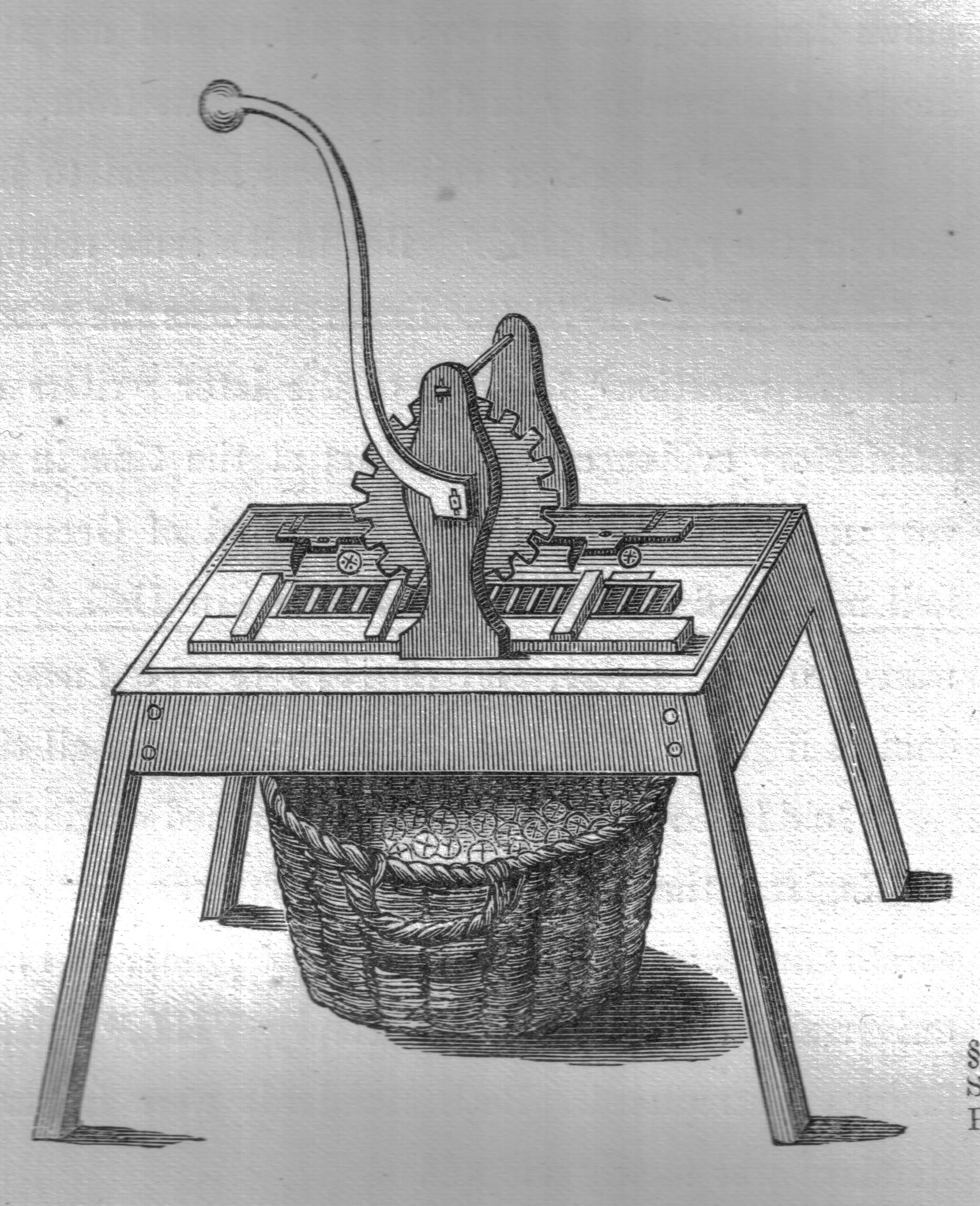
Верстат для карбування монет 19 століття